# Paligrad
Paligrad (makedonska: Палиград) är en ort i Nordmakedonien. Den ligger i kommunen Zelenikovo, i den centrala delen av landet, 20 kilometer söder om huvudstaden Skopje. Paligrad ligger 984 meter över havet och antalet invånare är 407.